# Audignon
Audignon est une commune du Sud-Ouest de la France, située dans le département des Landes (région Nouvelle-Aquitaine).
Audignon est connu dans les milieux de la géologie et de la Préhistoire, pour l'anticlinal d'Audignon, l'un des plis les plus étendus d'Aquitaine, qui a fourni entre autres les silex de Montaut, matière première largement utilisée pour la fabrication d'outils et autres artéfacts pendant la Préhistoire, notamment sur le grand atelier de taille du site préhistorique d'Arcet à Montaut.

## Géographie

### Localisation
Audignon est située en Gascogne, dans le sud-ouest du département des Landes, au sud de l'Adour, en Chalosse, et plus précisément en plein cœur de la Haute-Chalosse.
Sa préfecture Mont-de-Marsan est à 24 km (par la route) au N-N-E, Dax à 43 km à l'ouest, Aire-sur-l'Adour et l'échangeur no 6 de l'autoroute A65 à 36 km à l'est.

### Communes limitrophes
Les communes limitrophes sont  Banos, Doazit, Dumes, Eyres-Moncube, Horsarrieu et Saint-Sever.
|        | Saint-Sever |               |
| Banos  | Audignon    | Eyres-Moncube |
| Doazit | Horsarrieu  | Dumes         |

### Géologie et relief
L'anticlinal d'Audignon
Sur la commune se situe l'anticlinal d'Audignon, formant presqu'île qui s'érode au Miocène moyen (environ 13 Ma). C'est l'un des plis les plus étendus d'Aquitaine avec 28 km de longueur entre Mugron (12 km à l'ouest) et Aire-sur-Adour (26 km à l'est), selon un axe plus ou moins parallèle à l'axe des Pyrénées. Séronie-Vivien, Séronie-Vivien & Foucher (2006) le décrivent comme « un vaste anticlinal à cœur crétacé inférieur auréolé de Crétacé supérieur ». Le Crétacé (145- 66 Ma) y est en partie recouvert par du Miocène-Pliocène (23,03 - 5,333 Ma et 5,333 - 2,58 Ma). Le centre de l'anticlinal est formé de dépôts marins appartenant à l'Albien (113 - 100,5 Ma), au Cénomanien (100,5 - 93,9 Ma) et au Turonien (93,9 - 89,8 Ma) (« c1-2 », jonction Crétacé inférieur / C. supérieur, en bleu-vert clair sur la carte). Le Sénonien (fin du Crétacé) affleure sur les bordures. Il est marqué de failles sur sa retombée au nord.
L'anticlinal est voisin d'un phénomène diapirique du côté de Brassempouy (qui se trouve à une quinzaine de kilomètres au sud-est).
Ses silex comme matière première pendant la Préhistoire
La présence dans l'anticlinal d'Audignon de calcaires à silex du Campanien et du Maastrichien explique au moins pour partie l'importance des occupations préhistoriques. Les altérites recouvrant cette structure géologique, les coulées de solifluxion qui la nappent et les formations alluviales qui la bordent ou la traversent, livrent un matériau facilement accessible qui, non gelé, est de bonne qualité. Pour les sites du nord du Bassin aquitain, c'est la première bonne source de matière première lithique rencontrée après la traversée des Landes. Le silex maastrichtien à lepidorbitoides, individualisé dès 1988 pour des artefacts archéologiques trouvés dans le nord de l'Aquitaine, ne peut provenir que du piémont pyrénéen. Il est sourcé en Chalosse (anticlinal d'Audignon), dans les Petites Pyrénées (Pyrénées centrales) — comme par exemple le silex de Tarté sur Cassagne en Haute-Garonne —, et ils sont suspectés dans l'ouest de l'Armagnac (Gers). Le grand atelier de taille préhistorique d'Arcet à Montaut (3,5 km au nord-ouest) a largement exploité cette ressource.
Traces de bitume et recherches pétrolières
La découverte de traces de bitume sur les structures d'Audignon et de Bastennes-Gaujacq (une quinzaine de kilomètres au sud-ouest d'Audignon et à l'ouest d'Hagetmau) a déclenché les recherches pétrolières de la SNPA (maintenant Elf Aquitaine) dans le Sud-Ouest de la France,.
Altitude
La commune est à une altitude de 80 mètres environ.

### Climat
Pour des articles plus généraux, voir Climat de la Nouvelle-Aquitaine et Climat des Landes.
Historiquement, la commune est exposée à un climat océanique aquitain.  
En 2020, Météo-France publie une typologie des climats de la France métropolitaine dans laquelle la commune est exposée à un climat océanique et est dans la région climatique Aquitaine, Gascogne, caractérisée par une pluviométrie abondante au printemps, modérée en automne, un faible ensoleillement au printemps, un été chaud (19,5 °C), des vents faibles, des brouillards fréquents en automne et en hiver et des orages fréquents en été (15 à 20 jours).
Pour la période 1971-2000, la température annuelle moyenne est de 13,5 °C, avec une amplitude thermique annuelle de 14,6 °C. Le cumul annuel moyen de précipitations est de 1 081 mm, avec 11,9 jours de précipitations en janvier et 7,5 jours en juillet. Pour la période 1991-2020, la température moyenne annuelle observée sur la station météorologique la plus proche, située sur la commune de Grenade-sur-l'Adour à 15 km à vol d'oiseau, est de 14,1 °C et le cumul annuel moyen de précipitations est de 1 009,5 mm,. Pour l'avenir, les paramètres climatiques de la commune estimés pour 2050 selon différents scénarios d'émission de gaz à effet de serre sont consultables sur un site dédié publié par Météo-France en novembre 2022.

## Urbanisme

### Typologie
Au 1er janvier 2024, Audignon est catégorisée commune rurale à habitat dispersé, selon la nouvelle grille communale de densité à sept niveaux définie par l'Insee en 2022.
Elle est située hors unité urbaine. Par ailleurs la commune fait partie de l'aire d'attraction de Mont-de-Marsan, dont elle est une commune de la couronne,. Cette aire, qui regroupe 101 communes, est catégorisée dans les aires de 50 000 à moins de 200 000 habitants,.

### Occupation des sols

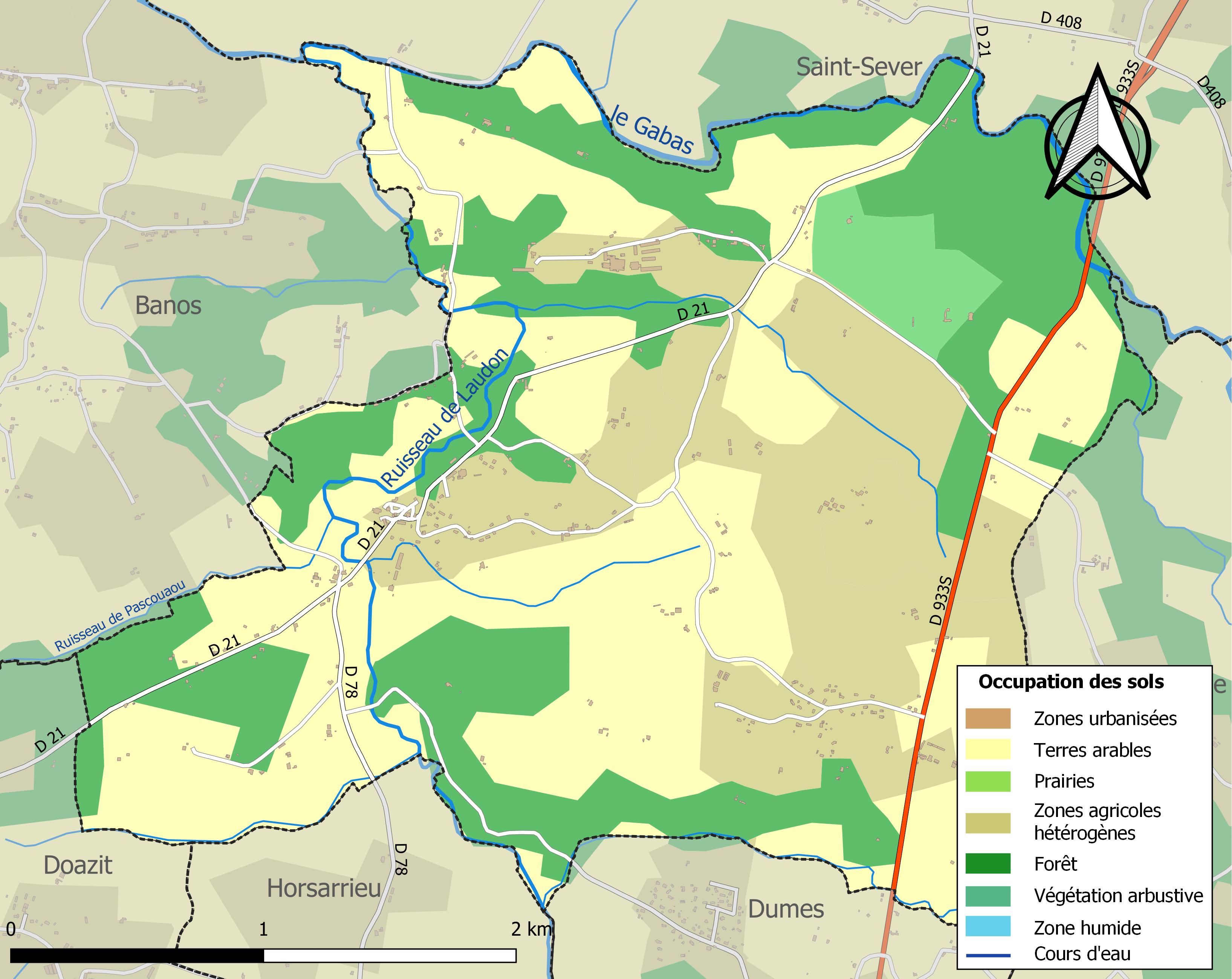
Carte des infrastructures et de l'occupation des sols de la commune en 2018 (CLC).

L'occupation des sols de la commune, telle qu'elle ressort de la base de données européenne d’occupation biophysique des sols Corine Land Cover (CLC), est marquée par l'importance des territoires agricoles (69,1 % en 2018), en augmentation par rapport à 1990 (67,4 %). La répartition détaillée en 2018 est la suivante : terres arables (43,2 %), forêts (28 %), zones agricoles hétérogènes (25,9 %), milieux à végétation arbustive et/ou herbacée (2,9 %). L'évolution de l’occupation des sols de la commune et de ses infrastructures peut être observée sur les différentes représentations cartographiques du territoire : la carte de Cassini (XVIIIe siècle), la carte d'état-major (1820-1866) et les cartes ou photos aériennes de l'IGN pour la période actuelle (1950 à aujourd'hui).

### Risques majeurs
Le territoire de la commune d'Audignon est vulnérable à différents aléas naturels : météorologiques (tempête, orage, neige, grand froid, canicule ou sécheresse), inondations, mouvements de terrains et séisme (sismicité faible). Il est également exposé à un risque technologique,  le transport de matières dangereuses. Un site publié par le BRGM permet d'évaluer simplement et rapidement les risques d'un bien localisé soit par son adresse soit par le numéro de sa parcelle.

#### Risques naturels
Certaines parties du territoire communal sont susceptibles d’être affectées par le risque d’inondation par débordement de cours d'eau, notamment le Gabas et le ruisseau de Laudon. La commune a été reconnue en état de catastrophe naturelle au titre des dommages causés par les inondations et coulées de boue survenues en 1999 et 2009,.
Les mouvements de terrains susceptibles de se produire sur la commune sont des affaissements et effondrements liés aux cavités souterraines (hors mines) et des tassements différentiels. Par ailleurs, afin de mieux appréhender le risque d’affaissement de terrain, un inventaire national permet de localiser les éventuelles cavités souterraines sur la commune.

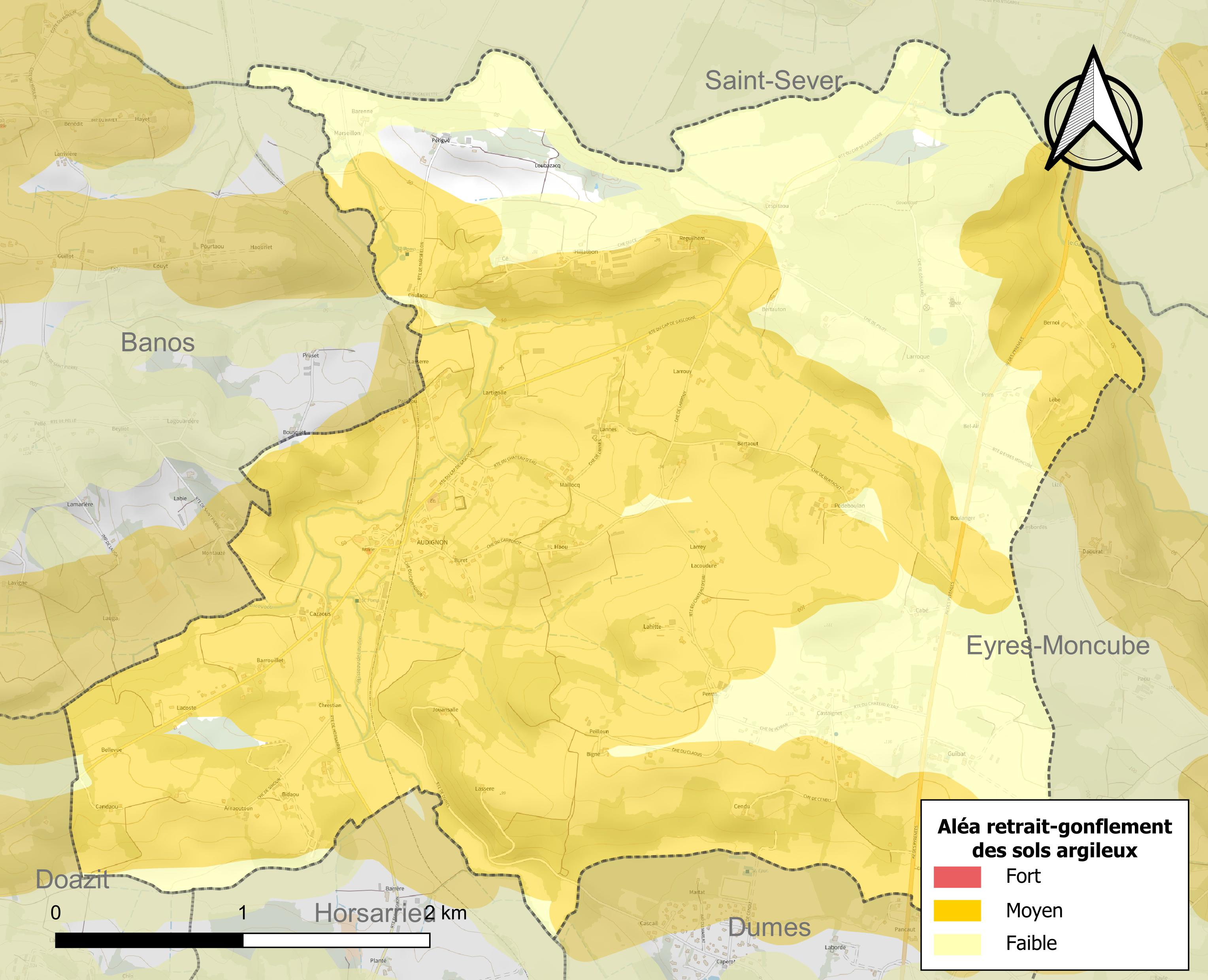
Carte des zones d'aléa retrait-gonflement des sols argileux d'Audignon.

Le retrait-gonflement des sols argileux est susceptible d'engendrer des dommages importants aux bâtiments en cas d’alternance de périodes de sécheresse et de pluie. 69 % de la superficie communale est en aléa moyen ou fort (19,2 % au niveau départemental et 48,5 % au niveau national). Sur les 188 bâtiments dénombrés sur la commune en 2019,  137 sont en aléa moyen ou fort, soit 73 %, à comparer aux 17 % au niveau départemental et 54 % au niveau national. Une cartographie de l'exposition du territoire national au retrait gonflement des sols argileux est disponible sur le site du BRGM,.
Concernant les mouvements de terrains, la commune a été reconnue en état de catastrophe naturelle au titre des dommages causés par des mouvements de terrain en 1999.

#### Risques technologiques
Le risque de transport de matières dangereuses sur la commune est lié à sa traversée par une ou des infrastructures routières ou ferroviaires importantes ou la présence d'une canalisation de transport d'hydrocarbures. Un accident se produisant sur de telles infrastructures est susceptible d’avoir des effets graves sur les biens, les personnes ou l'environnement, selon la nature du matériau transporté. Des dispositions d’urbanisme peuvent être préconisées en conséquence.

## Histoire

### Préhistoire
Le territoire est occupé dès le Paléolithique.
Les silex de l'anticlinal d'Audignon sont une matière première importante pour la fabrication d'outils, armes, etc. Le grand atelier de taille de silex d'Arcet a livré essentiellement du matériel solutréen, mais aussi des traces d'Aurignacien, de Gravettien et d'Azilien.

### Protohistoire ou Antiquité
Camp protohistorique ou / et gallo-romain de Lassalle
Au milieu d'un camp ovale, un espace plus saillant de 20 mètres de diamètre est entouré d’un fossé qui semble constituer une motte castrale.

### Moyen Âge
La commune est une ancienne étape sur le chemin de Saint-Jacques-de-Compostelle. La construction de la bastide débute au XIe siècle. Au XIIIe siècle, Audignon est le siège d'une ancienne commanderie du Saint-Esprit relevant d'Auray.
La petite église d'Arcet, bâtie par les Jacobins de Saint-Sever à 3,7 km au nord-ouest d'Audignon, devient peu après sa construction la chapelle du nouveau château d'Arcet. Avant la Révolution, elle est une sous-annexe de l'église de Banos, elle-même une annexe de la paroisse d'Audignon ; elle est desservie par le vicaire de Banos, entretenu par le curé d'Audignon. Outre d'être le siège d'une confrérie en l'honneur de saint Michel, elle est particulièrement dédiée au culte du diacre martyr saint Vincent de Saragosse, patron des vignerons ; la fontaine miraculeuse qui est un attribut de ce culte attirait de nombreux pèlerins.

### Temps modernes
Lors de la formation des communes en 1790, Montaut absorbe Arcet, commune éphémère. Jusque là, Arcet dépendait de la paroisse d'Audignon.
Au XVIIIe siècle, l'église d'Audignon reçoit un grand retable baroque doré et polychrome. Ce retable est placé devant un retable en pierre du début du XVe siècle, avec arcature peint de 20 effigies, dans le style gothique anglais. Découvert par hasard en 1962, ce retable en pierre a été classé monument historique en 1963.

## Politique et administration
| Période                                  | Période  | Identité       | Étiquette | Qualité                                             |
| ---------------------------------------- | -------- | -------------- | --------- | --------------------------------------------------- |
| 1983                                     | 2001     | Gabriel Garosi |           | Psychologue scolaire retraité                       |
| mars 2001                                | En cours | Marcel Pruet   | PS        | Agriculteur, président de la communauté de communes |
| Les données manquantes sont à compléter. |          |                |           |                                                     |

## Démographie
L'évolution du nombre d'habitants est connue à travers les recensements de la population effectués dans la commune depuis 1793. Pour les communes de moins de 10 000 habitants, une enquête de recensement portant sur toute la population est réalisée tous les cinq ans, les populations de référence des années intermédiaires étant quant à elles estimées par interpolation ou extrapolation. Pour la commune, le premier recensement exhaustif entrant dans le cadre du nouveau dispositif a été réalisé en 2006.

En 2022, la commune comptait 386 habitants, en évolution de −0,77 % par rapport à 2016 (Landes : +5,78 %, France hors Mayotte : +2,11 %).
| 1793 | 1800 | 1806 | 1821 | 1831 | 1836 | 1841 | 1846 | 1851 |
| ---- | ---- | ---- | ---- | ---- | ---- | ---- | ---- | ---- |
| 581  | 582  | 617  | 588  | 641  | 614  | 578  | 573  | 558  |

| 1856 | 1861 | 1866 | 1872 | 1876 | 1881 | 1886 | 1891 | 1896 |
| ---- | ---- | ---- | ---- | ---- | ---- | ---- | ---- | ---- |
| 556  | 533  | 526  | 502  | 504  | 520  | 499  | 507  | 502  |

| 1901 | 1906 | 1911 | 1921 | 1926 | 1931 | 1936 | 1946 | 1954 |
| ---- | ---- | ---- | ---- | ---- | ---- | ---- | ---- | ---- |
| 522  | 538  | 502  | 456  | 467  | 442  | 415  | 371  | 349  |

| 1962 | 1968 | 1975 | 1982 | 1990 | 1999 | 2006 | 2011 | 2016 |
| ---- | ---- | ---- | ---- | ---- | ---- | ---- | ---- | ---- |
| 337  | 333  | 289  | 294  | 318  | 328  | 344  | 370  | 389  |

| 2021 | 2022 | - | - | - | - | - | - | - |
| ---- | ---- | - | - | - | - | - | - | - |
| 390  | 386  | - | - | - | - | - | - | - |

## Culture locale et patrimoine

### Lieux et monuments

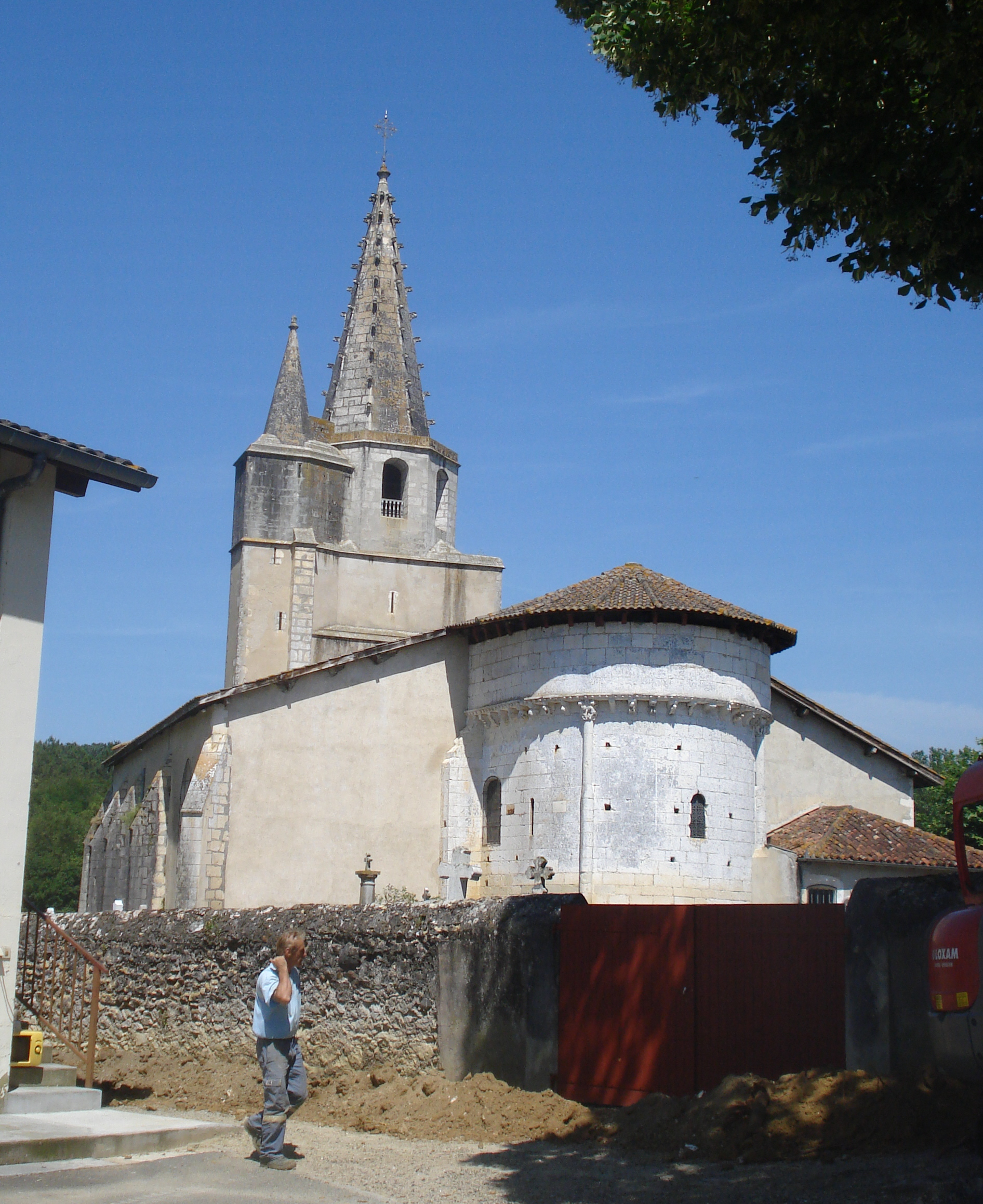
Église d'Audignon.

- L'église Notre-Dame est un édifice classé Monument historique depuis le 12 mai 1975. Fondée fin XIe - début XIIe siècle, cette petite église paroissiale remarquable, aussi nommée Sainte-Marie d’Audignon, se situe dans la vallée du Laudon, sur la via Lemovicensis du chemin de Compostelle. Dans son premier état, l’église, de dimensions assez modestes, présentait un parti général très simple, comportant un chevet voûté ouvrant sur une nef charpentée. De cet édifice, les destructions entraînées par les guerres, des adjonctions et deux agrandissements n’ont pratiquement laissé subsister que le chevet, qui se détache aujourd’hui en avant des volumes plus informes de deux collatéraux[44]. Seule l'abside en moyen appareil régulier, épaulée par deux colonnes et couronnée d'une corniche à boules portée par des chapiteaux et des modillons sculptés, est encore entièrement romane. La nef a été allongée et flanquée de bas-côtés aux XVe – XVIe siècles, un clocher-porche fortifié achève l'ensemble. À l'intérieur, outre un décor sculpté roman avec chapiteaux historiés, plusieurs retables ornent l'église. Celui du chœur, découvert par hasard en 1962, est une pure merveille de style gothique anglais, daté du XVe siècle.
- Château de Captan (XIXe siècle), de style Renaissance, classé Monument historique[45].
- Moulin de Marseillon (XIVe siècle)[46].

### Personnalités liées à la commune
- Jean René Dabadie, né à Audignon le 16 avril 1906, doyen centenaire de la commune ; il a participé à la Seconde Guerre mondiale puis, fait prisonnier par les Allemands, il s'est évadé.